# Kaspar Gallati
Kaspar Gallati (* ca. 1535 in Näfels, Kanton Glarus; † 2. Juli 1619 in Tours) war ein Schweizer Soldat.

## Leben
Gallati war der Sohn von Kaspar Gallati (auch Offizier im Ausland) und Verena Gugelberg.
Seit 1562 war er in französischen Diensten unter vier französischen Königen, wobei er viermal ein eigenes Schweizer Regiment führte. Er zeichnete sich 1569 bei Jarnac und Montcontour, 1589 bei Arques aus. 1587 wurde er geadelt als Ritter des St.-Michael-Ordens, 1603 wurde er Leutnant der königlichen Leibgarde der Hundertschweizer, von 1615 bis 1619 war er erster Oberst des Schweizer Garderegiments.
Er diente in den Hugenottenkriegen (1562–98), auch im achten, dem Krieg der drei Heinriche (1585–89). 
1589 unterstützte er König Heinrich IV. bei den Feldzügen gegen Spanien u. a. in Flandern und Brabant als Teil der Garde der Hundertschweizer und damit für die Sicherheit der Außenbereiche des Standortes des Königs verantwortlich. Die Garde kam nach dem Frieden von Vervins im Krieg in Savoyen zum Einsatz.
Gallati kommandierte ein Regiment im sogenannten Ostereierkrieg 1606. Als das Hilfskorps in Frankreich anlangte, war der König mit seinem Widersacher, dem Herzog von Bouillon, aber bereits wieder im Reinen.
1610 nahm er am Einfall in Jülich 1610 zur Vorbereitung eines Angriffs auf die spanischen Niederlande zur Unterstützung der reformierten Fürsten im Heiligen Römischen Reich teil. Dabei begab der König sich in einer Kutsche zu einer Besprechung, ohne Begleitung durch seine Garde und wurde in der Rue de la Ferronnerie von François Ravaillac erstochen, wonach der Feldzug endete und die Schweizer abgedankt wurden.
Kaspar Gallati starb am 2. Juli 1619 in Tours und wurde in Paris begraben.
Sein Enkel war der französische Gardeoberst Kaspar Freuler, Erbauer des Freulerpalasts in Näfels.